# Kosmografia (podręcznik)
Kosmografia, według ówczesnej pisowni Kosmografija – podręcznik astronomii autorstwa Jana Jędrzejewicza wydany w 1886 roku. Wyróżniał się nowoczesnym, jak na ówczesne czasy, podejściem do tematu.